# Chiesa di San Lorenzo Martire (Bardi)
La chiesa di San Lorenzo Martire è un luogo di culto cattolico dalle forme neoclassiche, situato a Credarola, frazione di Bardi, in provincia di Parma e diocesi di Piacenza-Bobbio; è sede di una parrocchia compresa nel vicariato della Val Taro e Val Ceno.

## Storia
Il luogo di culto originario fu costruito in epoca medievale; inizialmente l'edificio era posto, unitamente alla vicina chiesa di Sant'Ambrogio di Sidolo, sotto la giurisdizione del monastero di Sant'Ambrogio di Milano.
La più antica testimonianza dell'esistenza della cappella risale tuttavia al 1188, quando fu citata tra le dipendenze del monastero di San Sisto di Piacenza.
Nel XIII secolo la chiesa risultava dedicata a san Giorgio e soltanto a partire dal XVIII fu affiancata all'originaria intitolazione, in seguito perduta, quella a san Lorenzo Martire.
Nel corso del XIX secolo il luogo di culto fu ricostruito in forme neoclassiche.
Nel 1900 il tempio fu solennemente consacrato dal vescovo di Piacenza Giovanni Battista Scalabrini.
Tra il 1958 e il 1959 la chiesa fu ristrutturata nelle coperture e negli esterni; nel 1969 fu risistemato il campanile, mentre nel 1973 fu restaurato il presbiterio; l'anno seguente furono infine realizzate le decorazioni interne.

## Descrizione

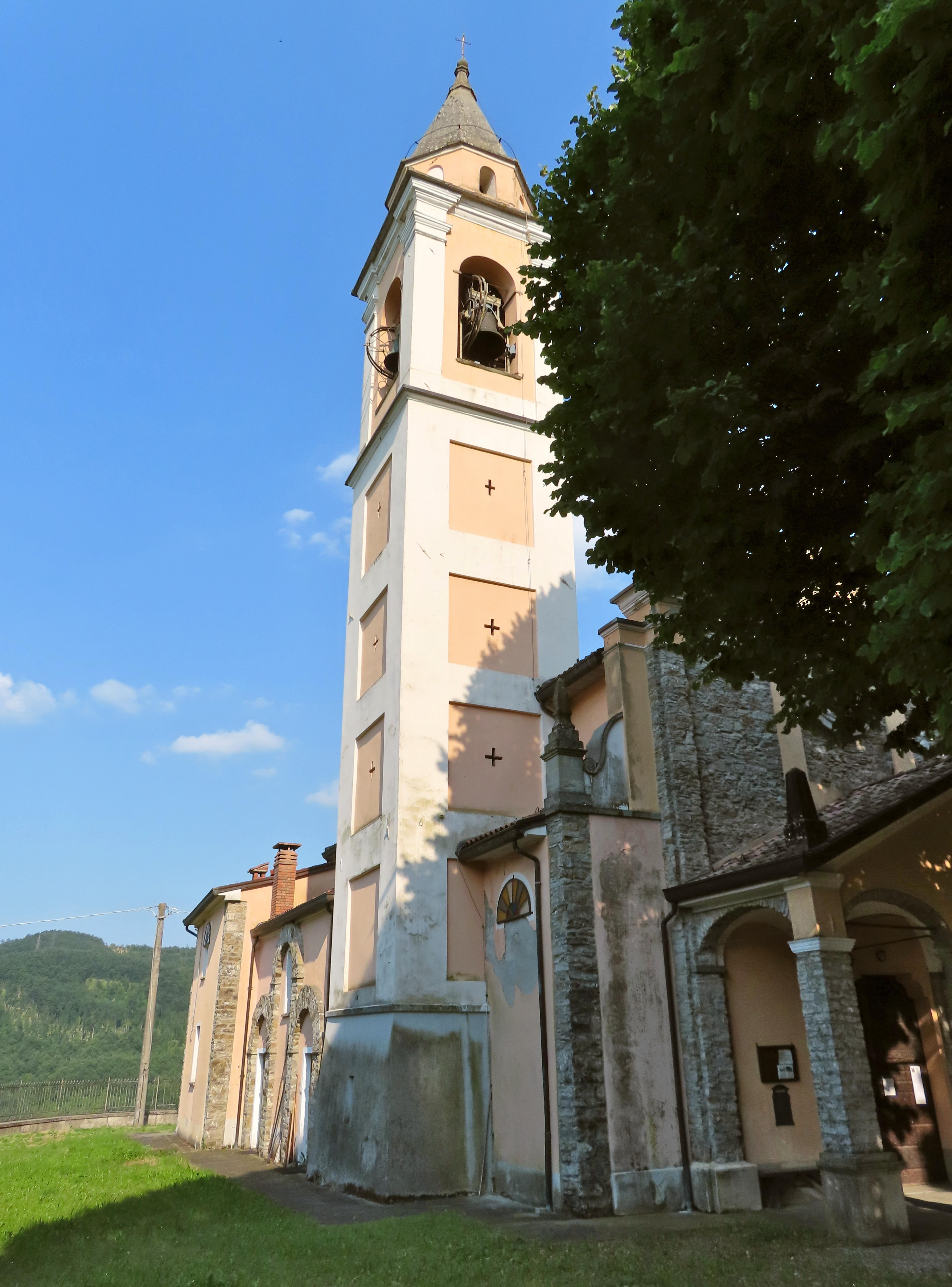
Facciata e lato nord

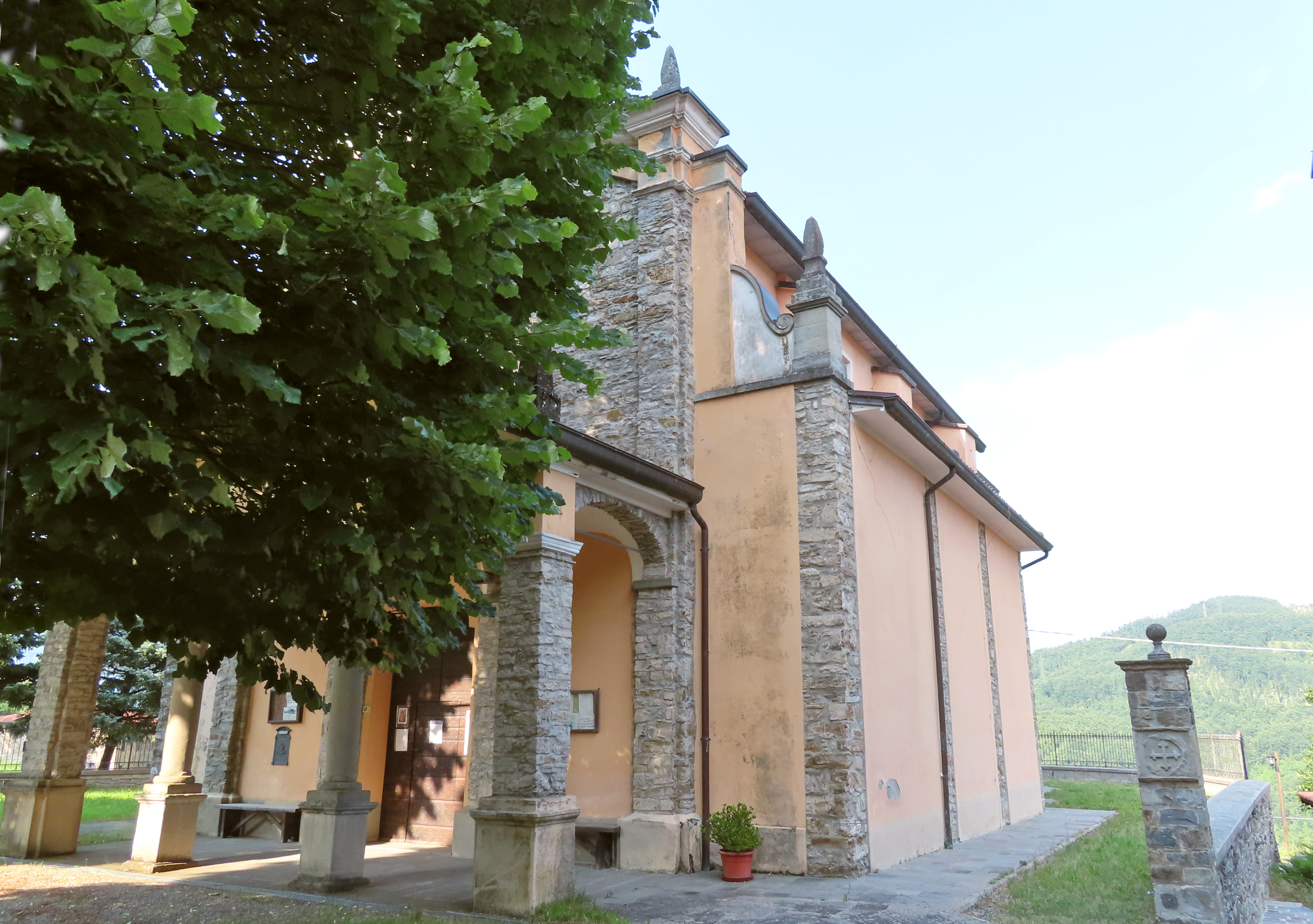
Facciata e lato sud

La chiesa si sviluppa su un impianto a navata unica affiancata da tre cappelle sulla destra e due sulla sinistra, con ingresso a ovest e presbiterio absidato a est.
La simmetrica facciata a salienti, parzialmente rivestita in pietra, è preceduta da un esonartece a capanna a tre arcate, di cui quella centrale, retta da due colonne doriche in arenaria, a tutto sesto, e le due laterali, sostenute da due pilastri dorici in pietra sormontati da pinnacoli piramidali, ribassate; al centro del portico intonacato, scandito da quattro lesene in pietra, si apre l'ampio portale d'ingresso ad arco mistilineo; superiormente il prospetto è tripartito da quattro lesene intonacate; nel mezzo è collocato un grande rosone con cornice modanata; a coronamento corre lungo gli spioventi del tetto un cornicione in aggetto, sormontato da tre pinnacoli; ai lati due piccole volute si raccordano coi due pinnacoli posti alle estremità.

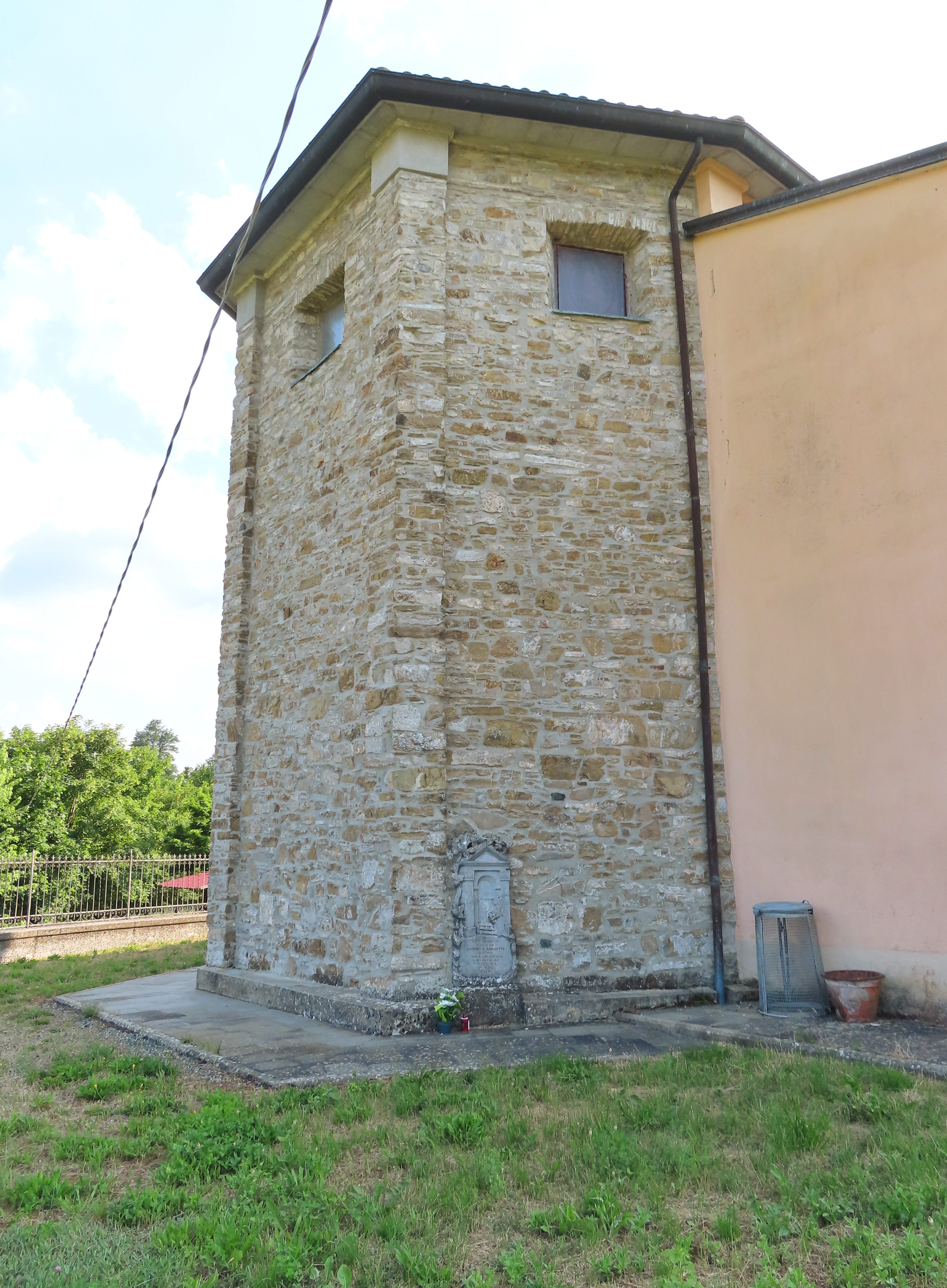
Abside

Dai fianchi intonacati, scanditi da lesene in pietra, aggettano i bassi volumi delle cappelle; lungo il lato sinistro si erge su tre ordini, ornati con specchiature quadrate, il campanile intonacato; la cella campanaria si affaccia sulle quattro fronti attraverso ampie monofore ad arco a tutto sesto, delimitate da lesene doriche; in sommità, oltre il cornicione perimetrale in aggetto, si eleva una lanterna a base ottagonale, illuminata da quattro aperture a tutto sesto alternate ad altrettante nicchie; a coronamento si erge un'aguzza guglia ottagonale in rame.
Sul retro si allunga l'abside poligonale in pietra, ornata con lesene sugli spigoli; in sommità si aprono tre finestre quadrate.
All'interno la navata è coperta da una volta a botte lunettata, decorata con affreschi raffiguranti vari soggetti religiosi tra motivi geometrici e floreali; dai fianchi, scanditi da lesene doriche a sostegno del cornicione perimetrale in aggetto, si affacciano attraverso ampie arcate a tutto sesto le cappelle laterali voltate a botte, dedicate rispettivamente a sant'Antonio, alla Madonna del Rosario e al Sacro Cuore sulla destra e al battistero e alla Madonna del Carmine sulla sinistra.
Il presbiterio, lievemente sopraelevato, è preceduto dall'arco trionfale a tutto sesto, retto da paraste doriche; l'ambiente, chiuso superiormente da una volta a botte dipinta, accoglie l'altare maggiore a mensa in marmo di Carrara, con paliotto scolpito a bassorilievo con la raffigurazione dell'Ultima Cena del 1973; sul fondo l'abside poligonale, chiusa superiormente dal catino con spicchi a vela lunettati, è scandita da lesene doriche.
La chiesa conserva nella sagrestia un dipinto rappresentante San Giuseppe col bambino, risalente ai primi anni del XIX secolo, e un credenzone ligneo intagliato nel 1777 probabilmente da Romolo Campanini.